# Exame (revista portuguesa)
Em Portugal, a revista Exame é especializada em economia e negócios, pertencente ao grupo Trust in News.
Revistas com o mesmo nome são também publicadas no Brasil, a Exame (Brasil); em Angola a Exame (Angola); e em Moçambique a Exame (Moçambique), cujos temas de abordagem são também a economia e negócios.